# SARS-CoV-2 요타 변이
SARS-CoV-2 이오타 변이(SARS-CoV-2 Iota variant, B.1.526 계통)는 코로나바이러스-19를 일으키는 바이러스인 SARS-CoV-2의 변이들 가운데 하나이다. 2020년 11월 뉴욕시에서 처음 발견되었다. 이 변이는 2개의 눈에 띄는 돌연변이와 함께 등장하였다: 바이러스가 항체를 회피하는데 도움으르 줄 수 있는 E484K 스파이크 돌연변이, 그리고 바이러스가 인간 세포에 더 밀접히 결합하도록 도움을 줄 수 있는 S477N 돌연변이.
2021년 2월, 뉴욕 지역에 급속도로 확산되었다.

## 돌연변이

- [1]

## 통계
| 국가별 사례 (2021년 8월 11일 기준 업데이트) GISAID | 국가별 사례 (2021년 8월 11일 기준 업데이트) GISAID | 국가별 사례 (2021년 8월 11일 기준 업데이트) GISAID |
| 국가                                               | 확진자 수                                          | 마지막 확진 사례                                   |
| -------------------------------------------------- | -------------------------------------------------- | -------------------------------------------------- |
| USA                                                | 45,558                                             | 2021년 6월 24일                                    |
| 에콰도르                                           | 168                                                | 2021년 6월 10일                                    |
| 캐나다                                             | 158                                                |                                                    |
| 스페인                                             | 119                                                | 2021년 6월 17일                                    |
| 콜롬비아                                           | 115                                                | 2021년 5월 24일                                    |
| 아루바                                             | 103                                                | 2021년 6월 10일                                    |
| 독일                                               | 56                                                 | 2021년 6월 22일                                    |
| 멕시코                                             | 50                                                 | 2021년 6월 11일                                    |
| 영국                                               | 43                                                 | 2021년 5월 16일                                    |
| 신트마르턴                                         | 17                                                 | 2021년 5월 27일                                    |
| 아일랜드                                           | 13                                                 | 2021년 5월 7일                                     |
| 스위스                                             | 12                                                 | 2021년 5월 17일                                    |
| 칠레                                               | 11                                                 | 2021년 5월 12일                                    |
| 덴마크                                             | 9                                                  | 2021년 5월 31일                                    |
| 이스라엘                                           | 9                                                  | 2021년 4월 26일                                    |
| 수리남                                             | 9                                                  | 2021년 5월 10일                                    |
| 아르헨티나                                         | 8                                                  | 2021년 4월 26일                                    |
| 벨기에                                             | 8                                                  | 2021년 4월 18일                                    |
| 도미니카 공화국                                    | 8                                                  | 2021년 6월 10일                                    |
| 프랑스                                             | 8                                                  | 2021년 5월 25일                                    |
| 리투아니아                                         | 8                                                  | 2021년 5월 28일                                    |
| 싱가포르                                           | 7                                                  | 2021년 4월 4일                                     |
| 오스트레일리아                                     | 6                                                  | 2021년 5월 21일                                    |
| 이탈리아                                           | 6                                                  | 2021년 5월 4일                                     |
| 룩셈부르크                                         | 6                                                  | 2021년 3월 5일                                     |
| 코스타리카                                         | 5                                                  | 2021년 5월 21일                                    |
| 네덜란드                                           | 5                                                  | 2021년 4월 19일                                    |
| 러시아                                             | 5                                                  | 2021년 6월 4일                                     |
| 크로아티아                                         | 4                                                  | 2021년 2월 9일                                     |
| 일본                                               | 4                                                  | 2021년 5월 7일                                     |
| 대한민국                                           | 4                                                  | 2021년 4월 14일                                    |
| 스웨덴                                             | 4                                                  | 2021년 5월 14일                                    |
| 튀르키예                                           | 4                                                  | 2021년 5월 4일                                     |
| 몰타                                               | 4                                                  | 2020년 12월 21일                                   |
| 인도                                               | 3                                                  | 2021년 3월 24일                                    |
| 도미니카 연방                                      | 3                                                  | 2021년 1월 15일                                    |
| 슬로베니아                                         | 3                                                  | 2021년 5월 18일                                    |
| 오스트리아                                         | 2                                                  | 2021년 4월 22일                                    |
| 가나                                               | 2                                                  | 2021년 3월 20일                                    |
| 그레나다                                           | 2                                                  | 2021년 1월 17일                                    |
| 인도네시아                                         | 2                                                  | 2021년 1월 8일                                     |
| 자메이카                                           | 2                                                  | 2021년 2월 2일                                     |
| 라이베리아                                         | 2                                                  | 2021년 5월 14일                                    |
| 포르투갈                                           | 2                                                  | 2021년 3월 4일                                     |
| 루마니아                                           | 2                                                  | 2021년 4월 17일                                    |
| 앵귈라                                             | 1                                                  | 2021년 4월 21일                                    |
| 앤티가 바부다                                      | 1                                                  | 2021년 5월 3일                                     |
| 영국령 버진아일랜드                                | 1                                                  | 2021년 1월 25일                                    |
| 케이맨 제도                                        | 1                                                  | 2021년 4월 15일                                    |
| 중국                                               | 1                                                  |                                                    |
| 퀴라소                                             | 1                                                  | 2021년 4월 30일                                    |
| 핀란드                                             | 1                                                  | 2021년 3월 14일                                    |
| 과들루프                                           | 1                                                  | 2021년 3월 9일                                     |
| 뉴질랜드                                           | 1                                                  | 2021년 3월 16일                                    |
| 폴란드                                             | 1                                                  | 2021년 3월 31일                                    |
| 터크스 케이커스 제도                               | 1                                                  | 2021년 3월 22일                                    |
| 베네수엘라                                         | 1                                                  | 2021년 5월 8일                                     |
| 전 세계 (57개국)                                   | 총합: 46,589                                       | 2021년 8월 11일 기준                               |

## 같이 보기
- SARS-CoV-2 변이주